# Кралска градина (Прага)
Кралската градина се намира в крепостта Пражки град (с президентската резиденция) в квартал Храдчани в Прага. Заема площ от 3,6 хка.
Отделена е от града от Еленовия дол. Основана е от крал Фердинанд I на мястото на средновековна градина в ренесансов стил през 1534 г.
С времето в градината са построени множество известни обекти. Там са разположени Летният дворец на кралица Анна, помещения за игри, скулптури на Максимилиан Брокоф и М. Бендъл, вилата на Едуард Бенеш.

## Галерия
- Изглед на фонтана с вилата на Е. Бенеш
- Скулптури
- Вилата на Едуард Бенеш
- Изглед към двореца
- Концерт в парка